# Castello di Serravalle (Serravalle)

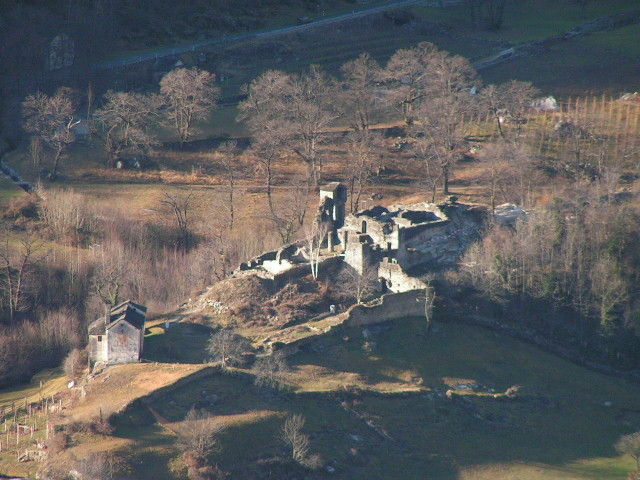

Il castello di Serravalle è un castello all'imbocco della Valle di Blenio, all'interno del comune omonimo, su uno sperone di roccia sovrastante la pianura.

## Storia
Sulle origini del castello non vi sono certezze. Probabilmente il primo edificio fu di epoca carolingia, mentre le prime menzioni scritte risalgono al 1162 quando il signore di Blenio, Alcherio da Torre, ne aveva il controllo. Alcherio sosteneva la causa dell'imperatore Federico Barbarossa e questi lo nominò avogadro della valle. Per qualche giorno, nel 1176, il castello avrebbe ospitato proprio il Barbarossa. Nel 1182 i vallerani di Blenio e Leventina si unirono in un patto di alleanza, chiamato Patto di Torre, per spodestare il signore del castello. L'alleanza ebbe come conseguenza l'assedio del castello e susseguente resa dell'avogadro Artusio da Torre. Il castello venne raso al suolo come gli altri manieri esistenti nelle Tre valli ambrosiane. Agli inizi del XIII secolo Rodolfo de Orelli si insedia a Biasca come vicario. Questa famiglia riedificherà nel corso del secolo il castello facendola diventare loro residenza. Nel frattempo i Visconti controllano Milano e di fatto le tre valli ambrosiane. Dai signori di Milano il castello venne ceduto due secoli dopo ai signori Pepoli di Bologna. Secondo la tradizione popolare questo nuovo signore venne trucidato in un agguato e il castello venne distrutto una seconda volta. Probabilmente il castello venne distrutto nel 1402, dopo la morte di Gian Galeazzo Visconti.
Nell'ambito dei fenomeni della buzza di Biasca, nel 1515 un lago temporaneo del volume di circa 130 milioni di metri cubi d'acqua aveva lambito il castello.
L'intero insediamento cadde in completa rovina e abbandono, eccezion fatta per la piccola chiesa di Santa Maria del Castello: posta a sud e più in basso rispetto al maniero, l'attuale edificio religioso risale al XVI secolo, epoca a cui risale l'edificazione del coro e del pronao. Nel coro si conservano affreschi di Giovanni Batista Tarilli del 1587 e un'inferriata del 1691. In precedenza l'edificio sacro era dedicato a san Martino ed è documentato dal 1339. Una prima ricognizione archeologica venne fatta negli anni 1928-1930. Con un consolidamento dei muri. Agli inizi di questo secolo sono stati intrapresi nuovi interventi di restauro e di sondaggio archeologico che hanno portato al ritrovamento di vari reperti; in gran parte frammenti di vetri e ceramiche e di un affresco. Segni evidenti che l'insediamento non era solo difensivo ma una residenza fortificata. Il ritrovamento di molte punte di balestra e di freccia, oltre a evidenti segni di incendio, testimoniamo come il maniero sia stato preso e distrutto con la forza.